# Amt Osterwick
Das Amt Osterwick war ein Amt im alten Kreis Coesfeld in Nordrhein-Westfalen. Im Rahmen der nordrhein-westfälischen Gebietsreform wurde das Amt zum 1. Januar 1975 aufgelöst.

## Geschichte
Im Rahmen der Einführung der Landgemeindeordnung für die Provinz Westfalen wurde 1843 im Kreis Coesfeld die Bürgermeisterei Osterwick in das Amt Osterwick überführt. Dem Amt gehörten die beiden Gemeinden Holtwick und Osterwick an.
Im gleichen Jahr wurde auch das benachbarte Amt Darfeld eingerichtet, dem nur die Gemeinde Darfeld angehörte.
Nachdem in Westfalen 1934 alle Einzelgemeindeämter aufgehoben worden waren, wurde die
Gemeinde Darfeld am 1. August 1935 in das Amt Osterwick eingegliedert.
Am 1. Juli 1969 wurden durch das Gesetz zur Neugliederung von Gemeinden des Landkreises Coesfeld die Gemeinden Darfeld und Osterwick zur neuen Gemeinde Rosendahl zusammengeschlossen.
Das Amt Osterwick wurde zum 1. Januar 1975 durch das Münster/Hamm-Gesetz aufgelöst. Seine beiden Gemeinden Holtwick und Rosendahl wurden zu einer neuen Gemeinde Rosendahl zusammengeschlossen, die auch Rechtsnachfolgerin des Amtes ist und dem neuen Kreis Coesfeld angehört.

## Einwohnerentwicklung
| Jahr | Einwohner | Quelle |
| ---- | --------- | ------ |
| 1858 | 3997      | [ 4 ]  |
| 1871 | 3701      | [ 5 ]  |
| 1885 | 3425      | [ 6 ]  |
| 1910 | 3646      | [ 7 ]  |
|      |           |        |
| 1939 | 5920      | [ 8 ]  |
| 1950 | 8354      | [ 9 ]  |
| 1974 | 8845      | [ 9 ]  |

Das Amt wurde 1934 vergrößert.